# Jordan Nobbs
Jordan Nobbs és una centrecampista de futbol internacional per Anglaterra des del 2013. Ha participat en l'Eurocopa 2013 i al Mundial 2015, on Anglaterra va ser tercera, i amb l'Arsenal ha guanyat 2 Lliges, 4 Copes i 4 Copes de la Lliga.

## Trajectòria
- Sunderland AFC (08/09 - 10/11)
- Arsenal FC (2011 - act.)